# Johann Friedrich Ardin
Johann Friedrich Ardin (* um 1680, möglicherweise in Genf; † um 1720) war ein Miniaturmaler, der zu Beginn des 18. Jahrhunderts am Hofe Johann Wilhelms von der Pfalz in Düsseldorf wirkte.

## Leben

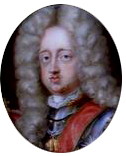
Miniaturbildnis des Kurfürsten Johann Wilhelm von der Pfalz, 1712, Museum Kunstpalast

Am kurpfälzischen Hof Johann Wilhelms in Düsseldorf gab es sechs Miniaturmaler, von denen zwei ihre Miniaturen auf Kupfer in Emaille schmolzen. Diese zwei waren Ardin, dessen Herkunft in der Schweiz vermutet wird, und Peter Boy. Für den Kurfürsten, der ihn zum Hofmaler ernannte, schuf Ardin eine Vielzahl von Miniaturporträts, vorzugsweise Bildnisse der kurfürstlichen Familie und ihr nahe stehender Angehöriger des europäischen Hochadels.
Das Bayerische Nationalmuseum, das über das Haus Wittelsbach in den Besitz des kurfürstlichen Nachlasses gelangte, verfügt allein über 21 dieser Miniaturen, darunter Porträts des Großherzogs Cosimo III. de’ Medici, des Großprinzen Ferdinando und dessen Schwester Anna Maria Luisa de’ Medici.